# Orbită osculatoare

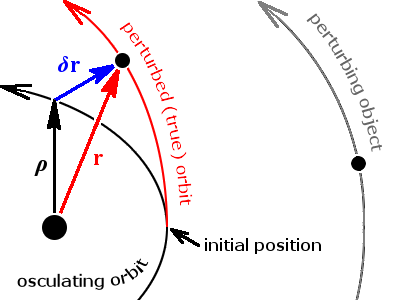
Orbită osculatoare (interior, negru); orbită perturbată, reală (roșu); orbita corpului perturbator (exterior, gri închis)

În astronomie, mai precis în mecanica spațială, orbita osculatoare a unui obiect din spațiu, la un moment dat, este  orbita kepleriană gravitațională (eliptică sau conică) pe care acest obiect ar fi avut-o în raport cu corpul central în absența perturbațiilor. În alți termeni, este orbita care corespunde vectorilor de stare orbitală curenți, adică poziția și viteza.

## Calcul
Orbita osculatoare cât și poziția unui obiect sunt determinate de cele șase elemente orbitale kepleriene standard. Acestea se calculează cu ușurință îndată ce poziția și viteza obiectului în raport cu corpul central sunt cunoscute.
În absența perturbațiilor, elementele orbitale ar rămâne constante. În practică, obiectele astronomice sunt supuse unor perturbații care le afectează elementele orbitale, și adesea într-un mod foarte semnificativ. Mecanica spațială pentru planete și a Lunii a fost calculată în așa fel încât orbita lor este reprezentată cu termeni constanți și termeni periodici. În cazul planetelor minore, a fost elaborat un sistem de elemente orbitale proprii, în scopul reprezentării componenților majori ai orbitei lor.

## Terminologie
Calificativul osculator provine de la verbul latin osculor, osculari, osculatus sum, care semnifică „a pupa”, „a săruta”:într-adevăr, în orice moment, orbita osculatoare este tangentă la orbita reală a unui obiect.

## Cauze ale perturbărilor
În cazurile în care doar forța gravitațională este semnificativă:
- corpul central nu este suficient de sferic încât să poată fi modelat ca având centrul său de masă într-un punct, nici ca având o distribuție masică sferică și simetrică, de exemplu, un sferoid aplatizat.
- un al treilea (sau mai multe) corp(uri) a(ale) cărui (căror) gravitate perturbă orbita obiectului, de exemplu efectul Lunii asupra obiectelor de pe orbita din jurul Pământului.

Alte tulburări sunt non-gravitaționale:
- împingerea unei rachete;
- frecarea atmosferică;
- presiunea radiației;
- presiunea vântului solar.

De asemenea, perturbațiile sunt obținute prin schimbarea într-un sistem de referință neinerțial. De exemplu: când orbita unui satelit este descrisă într-un sistem de referință asociat cu ecuatorul precesiei planetei.
Efectele relativiste pot, de asemenea, să deranjeze orbitele cu privire la mișcarea kepleriană așteptată: a se vedea, de exemplu, avansul periheliului lui Mercur.